# Duosperma longebracteolatum
Duosperma longebracteolatum är en akantusväxtart som beskrevs av Vollesen. Duosperma longebracteolatum ingår i släktet Duosperma och familjen akantusväxter. Inga underarter finns listade i Catalogue of Life.